# Nachtschicht – Das tote Mädchen
Nachtschicht – Das tote Mädchen ist ein deutscher Fernsehfilm von Lars Becker aus dem Jahr 2010. Es ist der achte Teil der ZDF-Krimiserie Nachtschicht. Er wurde am 3. Oktober 2010 beim Filmfest Hamburg uraufgeführt und am 18. November 2010 erstmals von ZDFneo ausgestrahlt.
Die Ermittler haben dieses Mal den Mord an einer Prostituierten aufzuklären.

## Handlung
Pauline Rodekamp informiert die Polizei anonym über den Fundort einer Leiche. Aus der Elbe wird daraufhin ein Auto geborgen, in dem sich eine erschossene junge Frau befindet. Die Ermittler Brenner, Erichsen und Hu des KDD nehmen die Arbeit auf. Augenscheinlich handelt es sich um eine Prostituierte, die sich gerade erst einer kleinen Schönheitsoperation unterzogen hatte. So können die Ermittler über die Schönheitsklinik erfahren, dass es sich bei dem Opfer um Olga Lukalenko handelt.
Lisa Brenner hält es zunächst für möglich, dass der Klinik ein OP-Fehler unterlaufen ist und die Patientin deshalb so überstürzt das Krankenhaus verlassen hat und daraufhin brutal zum Schweigen gebracht wurde. Das scheint sich jedoch nicht zu bewahrheiten und es gibt Hinweise auf Friedrich Otto Winterstein, den Chef einer namhaften Privatbank, der zuletzt mit dem Opfer gesehen wurde. Obwohl dem hochangesehenen Wirtschaftsmann ein so brutaler Mord kaum zuzutrauen ist, müssen die Ermittler dieser Spur nachgehen. Zudem hatte er nachweislich Streit mit Olga und wurde sogar handgreiflich gegen sie. Winterstein räumt diesen Streit ein, erklärt aber auch, dass er gewillt war Olga zu heiraten. Seine Frau wäre mit einer Scheidung einverstanden gewesen.
Erichsen verhört auch Olgas Zuhälter Dicky Mangold, von dem er weiß, dass er Olga illegal ins Land geholt hatte und wahrscheinlich auch in ein größeres Geschäft mit Menschenhandel verstrickt ist. Beweisen kann er ihm dies jedoch nicht. Es stellt sich auch heraus, dass Olga nicht nur mit Winterstein, sondern auch mit einem weiteren Mann zusammen war. Erichsen vermutet, dass dies einer von Wintersteins Angestellten ist, der vor kurzem entlassen wurde. Dieser hat seit dem frühen Abend Olgas Kollegin Marcella in seiner Gewalt und fordert gratis Sex von ihr. Am Ende will er auch, dass sie mit ihm Russisch Roulette spielt. Marcella befürchtet, dass so Olga zu Tode gekommen war. Doch Jacobs spielt nur mit ihr, die Waffe ist nicht geladen und erst nach dem Spiel schiebt er Patronen in den Revolver. Da er sich mit Marcella in einer von Wintersteins Wohnungen verabredet hatte, kommt am Ende auch der Hausherr dazu und wird von Jacobs mit der Waffe bedroht. Er will damit seine Wiedereinstellung erzwingen, doch nachdem Winterstein strikt ablehnt, erschießt Jacobs sich selbst.
Erichsen kommt am Ende Olgas unbekanntem „Klient 8“ auf die Spur. Dabei handelt es sich um Bertram Rodekamp, einem wegen seiner Brutalität gefürchteten Freier. Als Rodekamp festgenommen wird, erscheint plötzlich Olgas Schwester Irina und erschießt den Verdächtigen kurzerhand auf offener Straße. Frau Rodekamp waren die Eskapaden ihres Mannes bekannt und da sie von dem Mord an Olga wusste und sie dies stark belastete, hatte sie die Polizei anonym angerufen.

## Rezeption

### Einschaltquote
Bei der Erstausstrahlung als „Fernsehfilm der Woche“ am Montag, den 22. November 2010, erreichte der Film 5,25 Millionen Zuschauer und 15,3 Prozent des Gesamtmarktanteils.

### Kritiken
Die Kritiker der Programmzeitschrift TV Spielfilm meinen: „Auch dieser Fall bleibt der ‚Nachtschicht‘-Linie treu: knackige Dialoge, stimmungsvolle Bilder, dazu eine bitterernste Story und ein Ensemble, das bis in die Nebenrollen besticht – darunter der kaum bekannte Sascha Göpel als wunderlicher Bankangestellter.“ Sie resümieren: „Pointiert, präzise und perfekt getimt.“
Kino.de schrieb: „Brillante Schauspieler veredeln die spannende Geschichte: der Hahnenkampf der Urviecher Dietmar Bär und Armin Rohde, die Gefühlskälte von Jürgen Prochnows Banker, Lisa Maria Potthoffs Milieumädchenmelancholie oder die Würde, mit der Barbara Auers Polizeipsychologin überspielt, dass Kollege Erichsen ihr mal wieder einiges vorenthält, das hat große Klasse.“kino.de: 
Der Film erschien zusammen mit Nachtschicht – Wir sind die Polizei am 24. April 2015 auf DVD.